# Marco Frusoni
Marco Frusoni (Roma, 19 settembre 1977) è un tenore italiano.

## Biografia
Nato a Roma e cresciuto a Firenze, è figlio del tenore Maurizio Frusoni. Ha iniziato a studiare pianoforte e basso elettrico, e si è anche laureato in lettere moderne all'Università degli Studi di Roma "La Sapienza". La sua passione per l'opera è arrivata tardi, nonostante abbia partecipato a diverse produzioni liriche in tutto il mondo con suo padre. All'età di 18 anni ha fatto il suo debutto d'opera come mimo.
Ha frequentato diverse master class, presso l'Accademia Musicale Chigiana di Siena e l'Ateneo Lirico di Sulmona, studiando con Renato Bruson, Raina Kabaivanska, Giorgio Merighi, Marcello Giordani, Alberto Gazale e Fernando Cordeiro Opa.

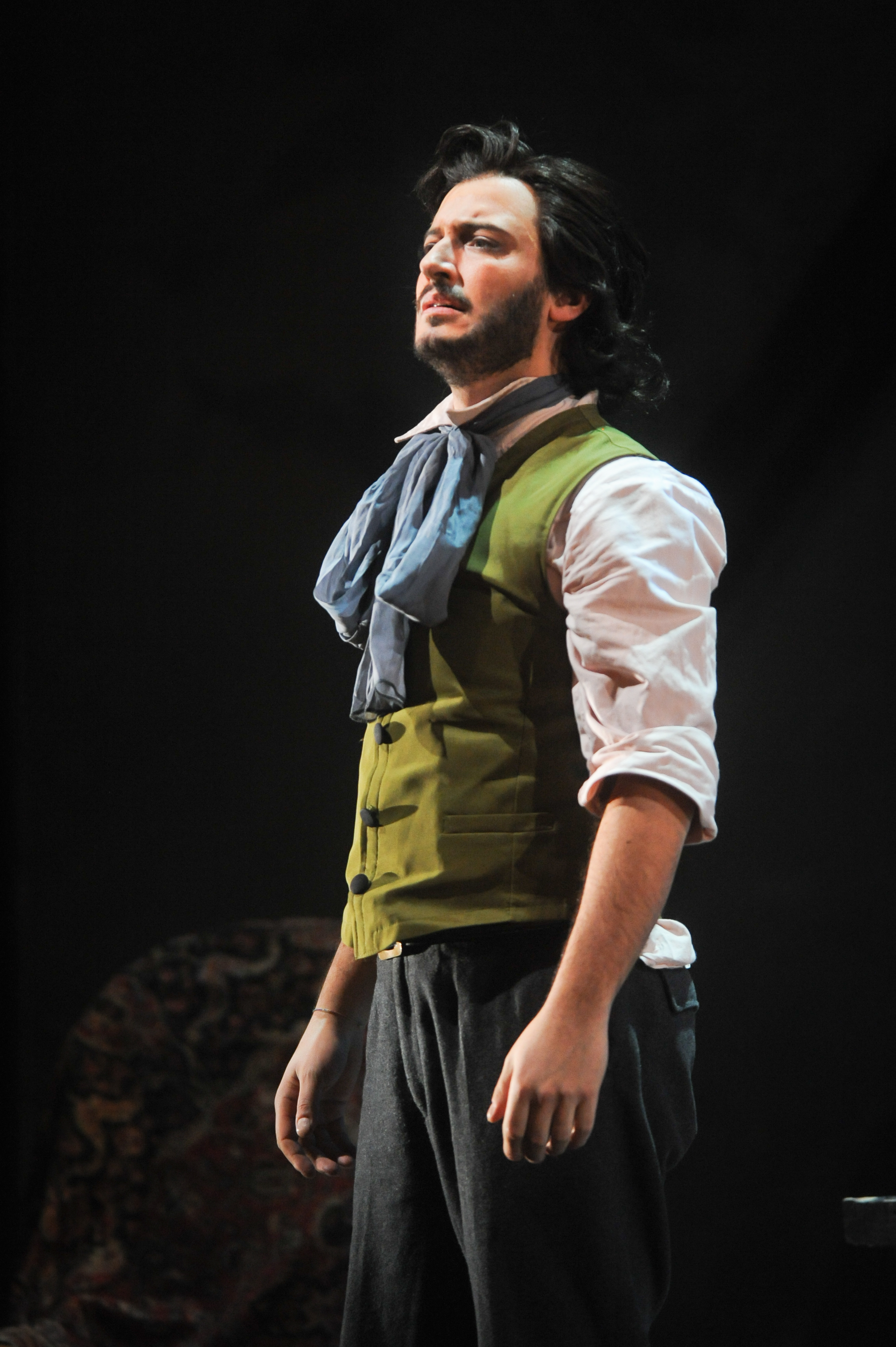
Marco Frusoni nei panni di Rodolfo (La Bohème di G. Puccini)

Nel marzo 2008 ha debuttato come tenore al Teatro dell'Opera di Roma ne La Camerata Bardi. Ha poi cantato in Italia e all'estero in opere come: Der Rosenkavalier di Richard Strauss, Otello di Giuseppe Verdi, Falstaff di Verdi, L'elisir d'amore e Anna Bolena di Gaetano Donizetti, Gianni Schicchi e La Bohème di Giacomo Puccini, La passione greca di Bohuslav Martinů, Una notte a Venezia di Johan Strauss, La vedova allegra, Rigoletto di Verdi, Carmen di Georges Bizet, La Traviata di Verdi, Tosca di Puccini, Un giorno di regno di Verdi, Messa di Requiem di  Verdi, Messa di Requiem di Wolfgang Amadeus Mozart e Turandot di Puccini.